# Miss Santiago 2015
El Concurso Provincial de Belleza de Santiago o Miss Santiago 2015 fue celebrado el 30 de abril de 2015 en el Gran Teatro del Cibao, Santiago de los Caballeros, República Dominicana. La ganadora representará la Provincia Santiago en el Miss República Dominicana 2015. 
El mismo concurso fue liderado por Carlina Duran quien fue la Directora y mentora. De la mano del productor José Ceballos quien produjo el evento. Stacy Castellanos coordinadora de Logística del evento. Angie Marte y Alfredo Vargas encargada de visual y media. Bryam Vinet Director de Candidatas y entre otros.

## Resultados
| Resultados Final   | Candidata                                       |
| ------------------ | ----------------------------------------------- |
| Miss Santiago 2015 | Jánico - Anna Karina Souffront Ureña            |
| Primera Finalista  | Santiago de los Caballeros - Ana Cristina Carlo |
| Segunda Finalista  | Puñal - Paloma de la Hoz                        |

### Premios especiales
Mejor Rostro (votado por la organización de Miss Santiago) - 

 Miss Fotogénica (votado por el fotógrafo oficial del certamen) - 

 Miss Simpatía (votado por la concursantes del Miss Santiago) - Catherine Fermin

## Candidatas oficiales
| Representa                 | Candidata                            | Edad | Estatura        |
| -------------------------- | ------------------------------------ | ---- | --------------- |
| Baitoa                     | Josefy Alessandra Cruz Muñoz         | 20   | 1,77 m (5′ 10″) |
| Hato del Yaque             | Liana Cynthia Ureña Ieromazzo        | 19   | 1,76 m (5′ 9″)  |
| Jánico                     | Anna Karina Souffront Ureña          | 24   | 1,77 m (5′ 10″) |
| Santiago                   | Emelyn Reyes                         | 19   | 1,75 m (5′ 9″)  |
| Licey al Medio             | Raquelina Liz Jáquez Chaljub         | 20   | 1,78 m (5′ 10″) |
| Pedro García               | Catherine Margarita Fermín Rodríguez | 20   | 1,76 m (5′ 9″)  |
| Puñal                      | Paloma Marena de la Hoz Gómez        | 24   | 1,78 m (5′ 10″) |
| Sabana Iglesia             | Francisca Morel de la Cruz           | 20   | 1,75 m (5′ 9″)  |
| San Francisco de Jacagua   | Mahogalys Jhannelly Sierra José      | 18   | 1,80 m (5′ 11″) |
| San José de las Matas      | Perla Alejandra Taveras Ynoa-Bello   | 19   | 1,79 m (5′ 10″) |
| Santiago de los Caballeros | Ana Christina Carlo Saint-Hilaire    | 20   | 1,84 m (6′ 0″)  |
| Tamboríl                   | Feyla Altagracia Rodríguez Pavón     | 18   | 1,79 m (5′ 10″) |
| Villa Bisonó               | Mary Leinny Rodríguez Abissada       | 20   | 1,76 m (5′ 9″)  |
| Villa González             | Andrea Paola Escoto Beato            | 21   | 1,77 m (5′ 10″) |